# Sulanga Enu Pinisa
Sulanga Enu Pinisa (Sulanga Enu Pinisa) è un film del 2005 diretto da Vimukthi Jayasundara, vincitore della Caméra d'or per la miglior opera prima al 58º Festival di Cannes.

## Riconoscimenti
- Festival di Cannes 2005
  - Caméra d'or